# Tats
Tats és un poble de parla irànica que viu al Daguestan i Azerbaidjan, descendents de perses.
El nom de tat fou donat pels turc en el sentit d'«estranger», però va acabar significant al cap de poc «persa» en oposició a «turc», amb caràcter pejoratiu com «tadjik». L'origen del mot no és gaire clar. Llur complexa història ètnica es reflecteix en el fet que entre els parlants de tat hi ha musulmans, cristians i jueus. Segons V. Minorski vindria dels tanguts, però seria més aviat una onomatopeia. De la llengua tat, hi ha tres variants, que totes són properes del persa de l'edat mitjana. La majoria adhereixen a la fe islàmica. Hi ha minories jueus i cristians. Tot i compartir la llengua, amb variants, els jueus no es consideren com a tats, però com a «jueus de la montanya».
La primera vegada apareix a les inscripcions de l'Orkhon. Sembla que els tats eren llavors les poblacions urbanes de diferents orígens al territori dels Turcs Occidentals, principalment sogdians. Encara que no apareix a la literatura el nom es va continuar emprant entre el poble. En temps dels karakhànides s'afirma que «tots els turcs anomenen tats els perses» però algunes tribus utilitzen el nom per referir-se als infidels entre els uigurs (probablement maniqueus o budistes). Després el nom apareix per designar els habitants no turcs dels uigurs i els xinesos. Els seljúcides l'aplicaven als perses però en aquesta època fou aplicat també a àrabs, armenis i grecs. Fins al segle xiv va designar principalment als perses en oposició als turcs. Després farsi (persa) es va imposar. A Anatòlia el nom va agafar progressivament el sentit d'estranger. Els turcs qaixqai de Fars, els turcs de la Transcàspia (Kazakhstan i Turkmenistan) i els Ahl-i Hakk de l'Azerbaidjan l'utilitzaven tots com a «no turc». Els tàtars de Crimea l'empraven per designar els grecs que entre 1775 i 1778 van emigrar de la península cap a Maripol (Zhdanov) a la riba nord de la mar d'Azov.

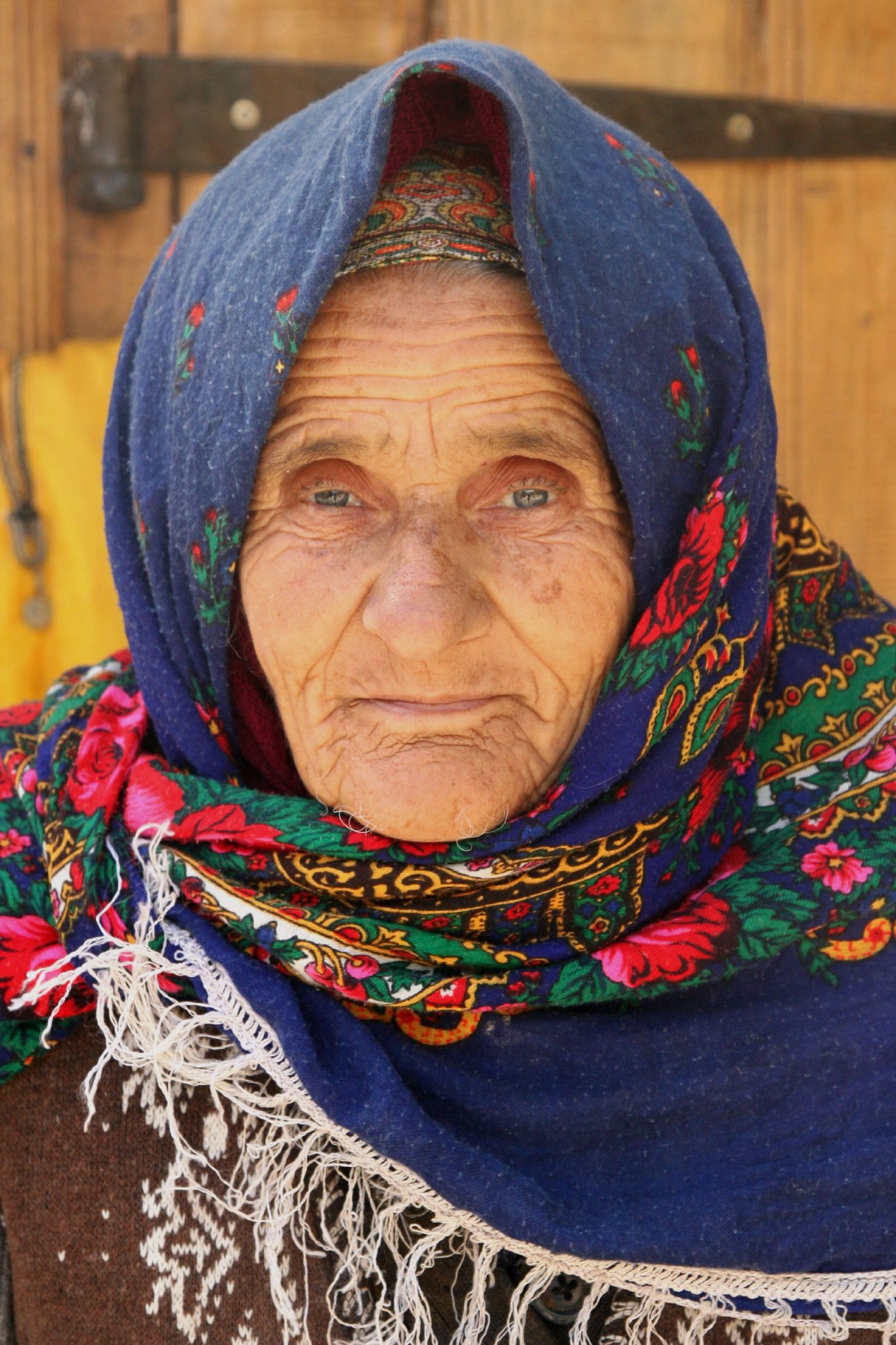
Una dona gran a Lahic

La primera vegada que s'esmenten perses al Caucas ho fa Heròdot durant l'expansió aquemènida al segle vi aC. Transcaucàsia va pertànyer a l'imperi i s'hi van formar algunes satrapies que Heròdot assenyala amb els números x, xi, xviii i xix. L'arqueologia ha trobat restes aquemènides a Armènia, Geòrgia i Azerbaidjan. Fins quan va durar no se sap, però en tot cas la dominació política es va acabar el 330 aC amb la conquesta macedonià. Els sassànides hi van dominar a partir del segle iii fins a la conquesta àrab. Els perses van fundar guarnicions militars a la zona. Còsroes I (531-579) va donar el títol de xirvanxah a un parent que va originar la primera dinastia de xirvanxahs de Xirvan (vers 510 – 1538). La conquesta àrab va començar al segle vii. La penetració àrab fou limitada; a partir del segle xi fou més intensa la penetració pels seljúcides turcs que van donar origen al poble àzeri. En aquest període la paraula «tat» es va aplicar als camperols de llengua persa.
Vers 1230 els mongols van conquerir la regió i uns anys després s'hi va fundar l'Il-kanat; el seu domini va durar fins al 1335 efectiu, i després uns anys més de manera nominal. Al final del segle xiv Tamerlà va envair Transcaucàsia. Al segle següent els xirvanxahs van obtenir força poder però al segle següent foren eliminats pels safàvides i el territori va passar completament a Pèrsia. Al segle xviii va començar la penetració russa i en el curs de les guerres russo-perses entre 1803 i 1828, la Transcaucàsia va acabar a les seves mans. La població d'origen persa era important. La població persa de Bakú s'estimava a uns vuit mil persones quan els russos van ocupar la ciuitat. Hi havia perses descendents dels pobladors d'abans del segle xi, emigrants posteriors i recents, i soldats de guarnició, tots els quals, si van restar a Transcaucàsia, foren anomenats tats pels tsaristes. Al segle xix el Golestan-e-Eram, escrit per Abbasqulu Bakikhanov, diu que la llengua tat estava estesa per àmplies àrees dels kanats de Xirvan, Tabarsaran, Bakú, Derbent i Kuba. Al calendari del Caucas del 1894 hi havia 124.693 tats al Caucas, però l'àzeri era més utilitzat i progressivament el va anar absorbint i gairebé es va deixar d'usar. Durant el període soviètic el terme tàtar que designava als àzeris fou eliminat i substituït pel d'àzeri als anys trenta. Els tats van passar a considerar-se si mateixos com àzeris; mentre el 1926 fins a 28.443 persones es van declarar tats, el 1989 només ho van fer 10.239 persones. El 2005 un equip de científics internacional va contar 15.553 tats als pobles que va visitar. Això voldria dir que el 2005 hi havia uns 17.000 a l'Azerbaidjan, a més hi d'uns pocs milers més a Daguestan (2000) i Turkmenistan (1000). Avui l'orgull tat s'ha recuperat; s'anomenen així però localment també fan servir noms alternatius:
- Parsi, que també fan servir alguns grups de perses de l'Afganistan i els zoroastrians de l'Índia.
- Lohijon (només a l'assentament de Lahij al districte d'Ismailli. Aquest poble es diu localment Lohuj i el gentilici plural és Lohijon. Lahij és el poble tat principal amb prop de deu mil habitants, la major part tats.
- Daghli al districte de Khizi i parts dels de Devechi i Siyazan. Daghli és un altre exònim turc que vol dir muntanyesos.

Els tats actualment intenten introduir el persa modern com a llengua literària. El 4 de desembre de 1990 es va fundar la Societat cultural i educacional àzeri per l'estudi i desenvolupament de la llengua tati, la seva història i la seva etnografia, per decisió del ministeri de Justícia de la difunta República Socialista Soviètica de l'Azerbaidjan (1936-1991). Un primer llibre de text en tati i peces literàries i folklòriques es van publicar, però no consta que l'Azerbaidjan independent hagi mantingut l'interès.